# Region Jesenicko
Die Region Jesenicko ist aus vielen Gründen eine Ausnahmeregion der Tschechischen Republik. Durch ihre Lage, Geomorphologie und Verkehrsanbindung ist sie Polen näher als andere Regionen der Tschechischen Republik. Dieses Faktum spiegelt sich auch in der ökonomischen Charakteristik der Region wider, in der Polen wirtschaftlich einen großen Einfluss hat.
Die Region ist unterteilt in 4 Mikroregionen, die untereinander homogen geografisch und wirtschaftlich auftreten. Nichtsdestoweniger existieren Gemeinsamkeiten, die den Vorteil der Region darstellen. Dazu gehören 
- die Lage und der Zugang zum polnischen Markt
- die außerordentliche Lebensqualität
- die gut erhaltene Natur
- große Auswahl an kulturellen Attraktionen und Naturschönheiten
- das dichte Waldgebiet, welches 70 % der Region einnimmt
- das reichhaltige Angebot an Naturschätzen
- und die niedrigen Lohnkosten.

## Mikroregionen
- Mikroregion Javornicko
- Mikroregion Jesenicko
- Mikroregion Zlatohorsko
- Mikroregion Žulovsko